# Charles Bovary

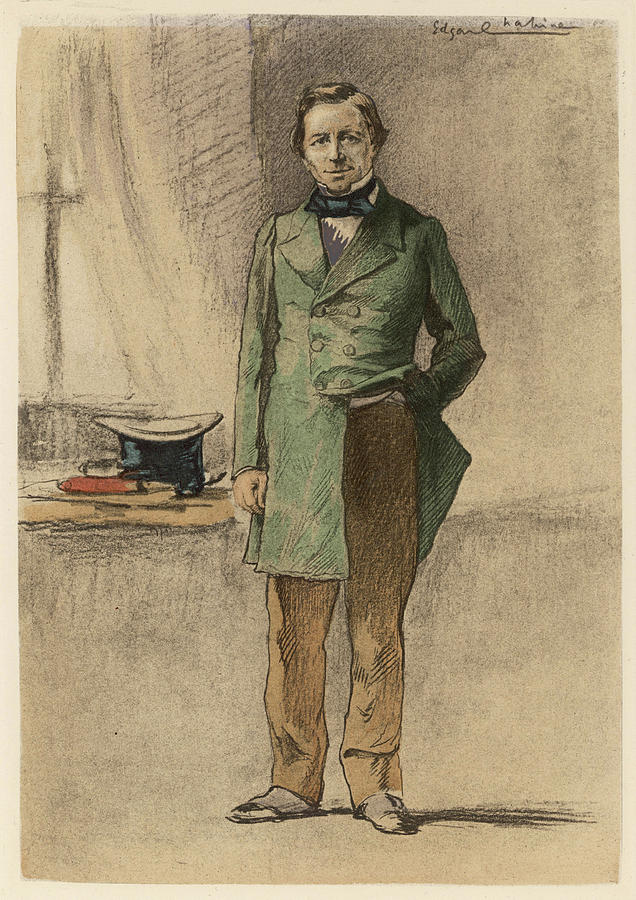
Charles Bovary,
illustration d'Edgar Chahine pour une édition du roman de Gustave Flaubert, 1935.

Charles Bovary est un des deux personnages principaux de Madame Bovary, roman de l'auteur rouennais Gustave Flaubert publié en 1857. C'est un anti-héros qui échoue à la fois dans sa vie professionnelle, comme médecin de campagne, et dans sa vie sentimentale comme époux d'Emma Bovary née Rouault, femme romanesque, infidèle et insatisfaite qui finit par se suicider.

## La complexité du personnage

### Une entrée sans prestance

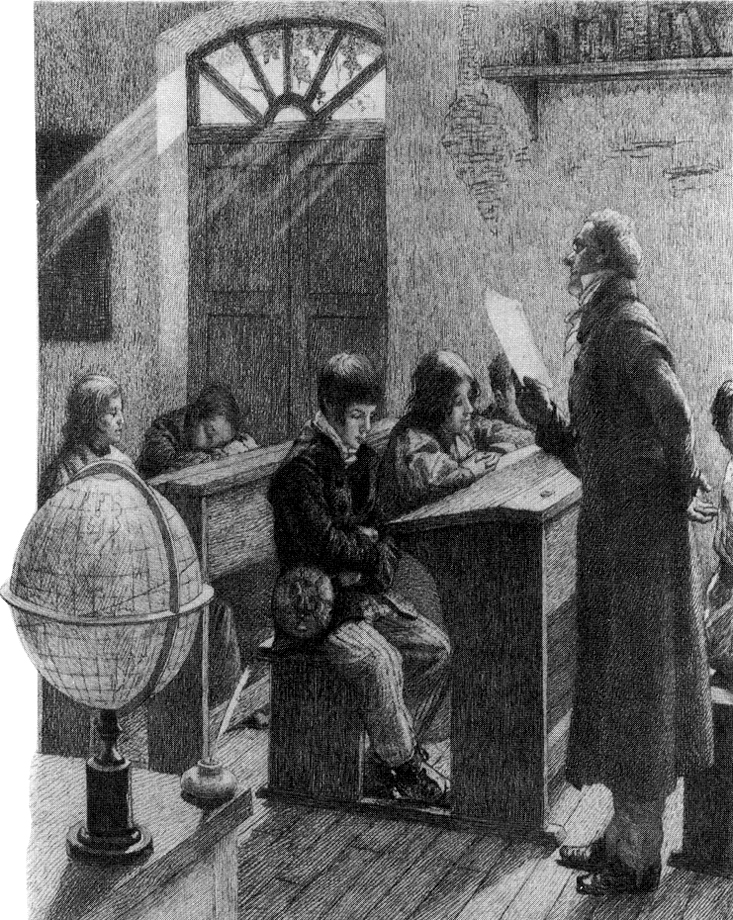
Premier jour de Charles au collège, illustration d'Alfred de Richemont et Carlo Chessa, 1905.

Le roman s'ouvre avec son portrait de haut en bas. Une grande partie du chapitre I de la première partie est consacrée à son éducation, plutôt négative qui ne l'épanouit pas. Il est tiraillé dès l'enfance entre son père, ancien chirurgien dans l'armée, partisan de l'éducation spartiate, qui lui apprend à marcher pieds nus « pour faire le philosophe », à « boire de grands coups de rhum et insulter les processions » et qui, à mesure du roman, se montre buveur et grossier, et sa mère, protectrice à l'excès et qui arrange son premier mariage avec une riche veuve. Celle-ci, déjà âgée, laide et peu agréable, ne lui apporte aucun bonheur et mourra bientôt.
Dans la première partie de Madame Bovary, Flaubert brosse un portrait peu valorisant de Charles : « il avait les cheveux coupés droits sur le front », « jambes en bas bleu », « souliers fort mal cirés ». Haut de taille mais maladroit et empoté, il est « habillé en bourgeois » alors que son allure trahit le campagnard, coiffé d'une invraisemblable casquette pour laquelle Flaubert multiplie les comparaisons cocasses allant du bonnet à poil au bonnet de coton. Le couvre-chef ne cesse de tomber et retomber à terre, suscitant la moquerie de ses camarades de classe et de son professeur, et il prononce son nom par un très approximatif « Charbovari ».

### Un personnage effacé

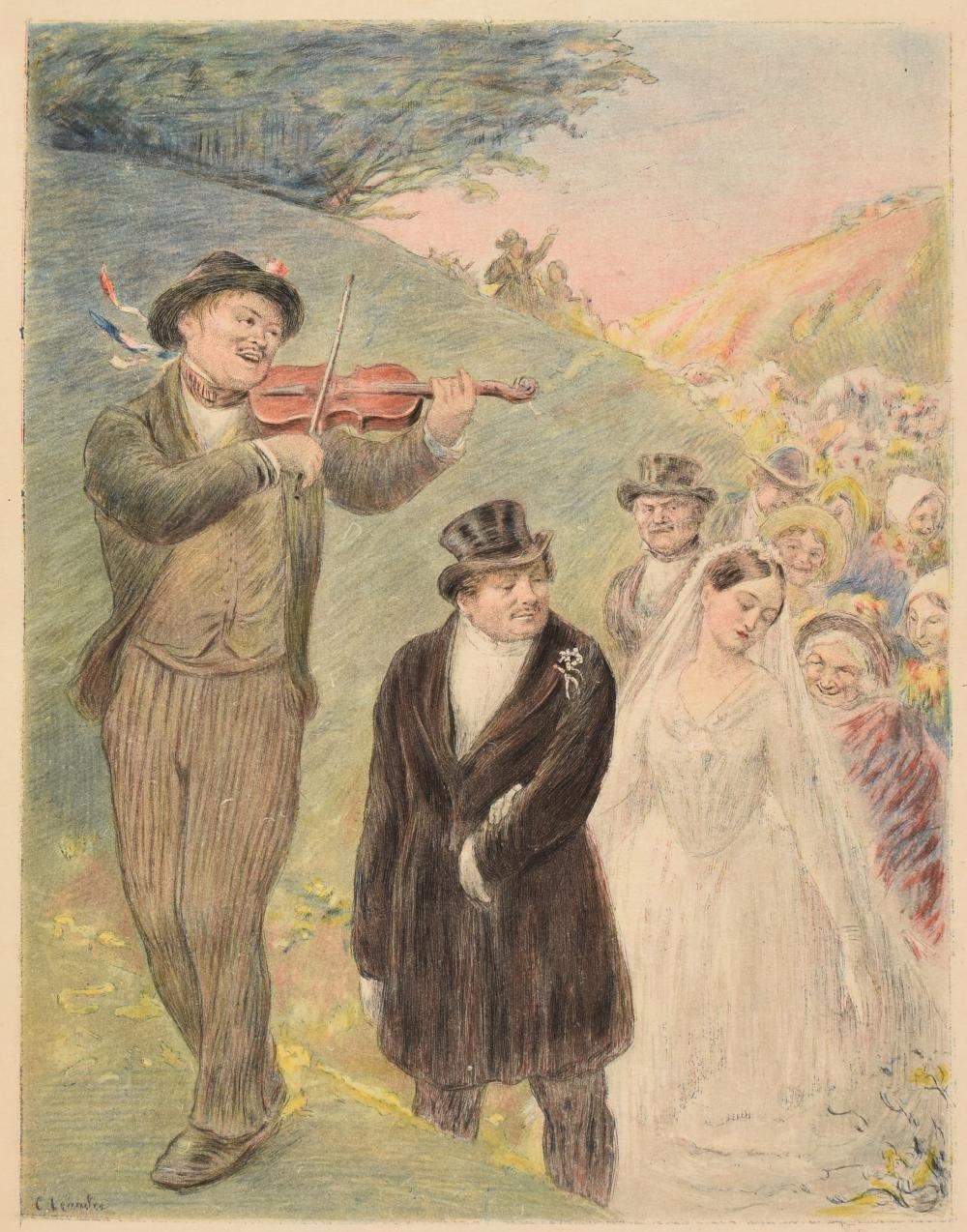
Mariage de Charles Bovary et Emma Rouault, aquarelle de Charles Léandre, 1931.

Tout le début du roman est centré sur le personnage de Charles : pendant les premiers chapitres, il apparaît seul, puis Emma n'est vue qu'à travers son regard admiratif. Par la suite, il est soit physiquement absent, soit distrait, somnolent, comme étranger à ce qui l'entoure. Quand il se remarie avec Emma qu'il a rencontrée en venant soigner son père, le riche fermier Rouault, même son moment de plus grand bonheur est décrit de façon morne et terne : « il s'en allait ruminant son bonheur comme ceux qui mâchent encore, après dîner, le goût des truffes qu'ils digèrent ».
Charles est décrit comme « gringalet », à la fois maigre et grand, passif et incapable de briller en société : « La conversation de Charles était plate comme un trottoir de rue, et les idées de tout le monde y défilaient dans leur costume ordinaire, sans exciter d'émotion, de rire ou de rêverie ». Cette absence d'éloquence va gêner Emma qui  est habituée à ses lectures romantiques. La vacuité de Charles est mise en valeur par le rythme ternaire qu'emploie l'auteur dans son roman : « Il n'enseignait rien, ne savait rien, ne souhaitait rien. » Dès le début de sa lecture, le lecteur sait qu'il a affaire à un personnage particulier. Il représente l'anti-héros romantique, souvent comparé à Rodolphe et Léon, les amants de sa belle Emma. Il n'a plus les caractéristiques du héros traditionnel. Tout au long du texte, les images de vacuité hantent ce personnage : « son imagination est comme un tonneau vide emporté par la mer et qui roule sous les flots. »
De son enfance à la campagne, à garder les dindons et cueillir les fruits dans les haies, il a gardé une prédilection pour les espaces ouverts et une phobie des espaces clos qui se manifeste par l'assoupissement ou la maladresse. Enfant, il s'endort en écoutant la première leçon du curé. Plus tard, pendant « ce temps de collège où il restait enfermé entre des hauts murs », sa gaucherie dans la salle de classe lui vaut les moqueries de ses camarades. Pensionnaire à l'école de médecine de Rouen, il rêve devant la fenêtre « et il ouvrait les narines pour aspirer les bonnes odeurs de la campagne, qui ne venaient pas jusqu'à lui ». Quand il emmène sa femme au théâtre de Rouen, il ne comprend rien à l'opéra et renverse son verre. C'est pendant une de ses tournées dans la campagne qu'il rencontre Emma : dans les premiers temps heureux de son mariage, il éprouve une jouissance paisible pendant ses visites « avec le soleil sur ses épaules, et l'air du matin à ses narines, le cœur plein des félicités de la nuit ».

### Un médecin en quête de respectabilité
Charles, poussé dans la médecine sans grand enthousiasme, échoue à son premier examen et ne réussit au second qu'à force de mémoire, en apprenant par cœur toutes les réponses. Il doit se contenter d'un modeste rang d'officier de santé, inférieur à celui de docteur en médecine. Il ne peut prodiguer que des soins de base comme arracher une dent, faire une saignée ou traiter la fracture du père Rouault. Il opère un garçon d'écurie blessé mais le traitement échoue et il doit adresser le blessé à un vrai médecin qui l'ampute : Emma perd alors toute estime pour Charles.
Charles vit à une époque où un médecin de campagne peine à trouver sa place dans la société. Alors qu'un médecin parisien peut s'imposer dans une spécialité rentable, publier des livres et faire sa publicité, un jeune praticien dans un petit bourg comme Yonville doit se contenter d'une activité routinière et peu rémunérée, sans rapport avec le coût de ses études. Charles s'efforce de gagner le respect de ses concitoyens mais, après quelques progrès, il est discrédité lorsqu'il échoue dans l'opération du pied bot et ce n'est pas lui mais son rival, le pharmacien Homais, qui obtient la Légion d'honneur.

### Un chef de famille ruiné
Mme Bovary, mère de Charles, s'était mariée avec une dot confortable de 60 000 francs : son mari, oisif et dépensier, la dilapide peu à peu et meurt sans laisser de fortune. Pour mettre Charles à l'abri du besoin, sa mère le marie à une riche veuve mais celle-ci meurt peu après. La mère met plusieurs fois en garde son fils contre les goûts de luxe d'Emma mais celui-ci, aveuglé par l'adoration qu'il porte à son épouse, la laisse gaspiller à sa guise et lui fait même une procuration sur ses biens, ce qui est tout à fait inhabituel à l'époque en droit du mariage où le mari est censé être le chef de famille. Emma, poussée à la dépense par ses amants successifs et par le commerçant Lheureux qui lui avance à gros intérêt par billets à ordre, tombe dans le surendettement et cède le seul bien hérité de Bovary père, une propriété d'une valeur de 4 000 francs. Quand Mme Bovary mère tente de couper court à ses dépenses en l'obligeant à brûler la procuration, Charles, par faiblesse, lui en signe une autre. À la mort d'Emma, les créanciers achèvent de dévorer le patrimoine familial.

### Un échec sentimental

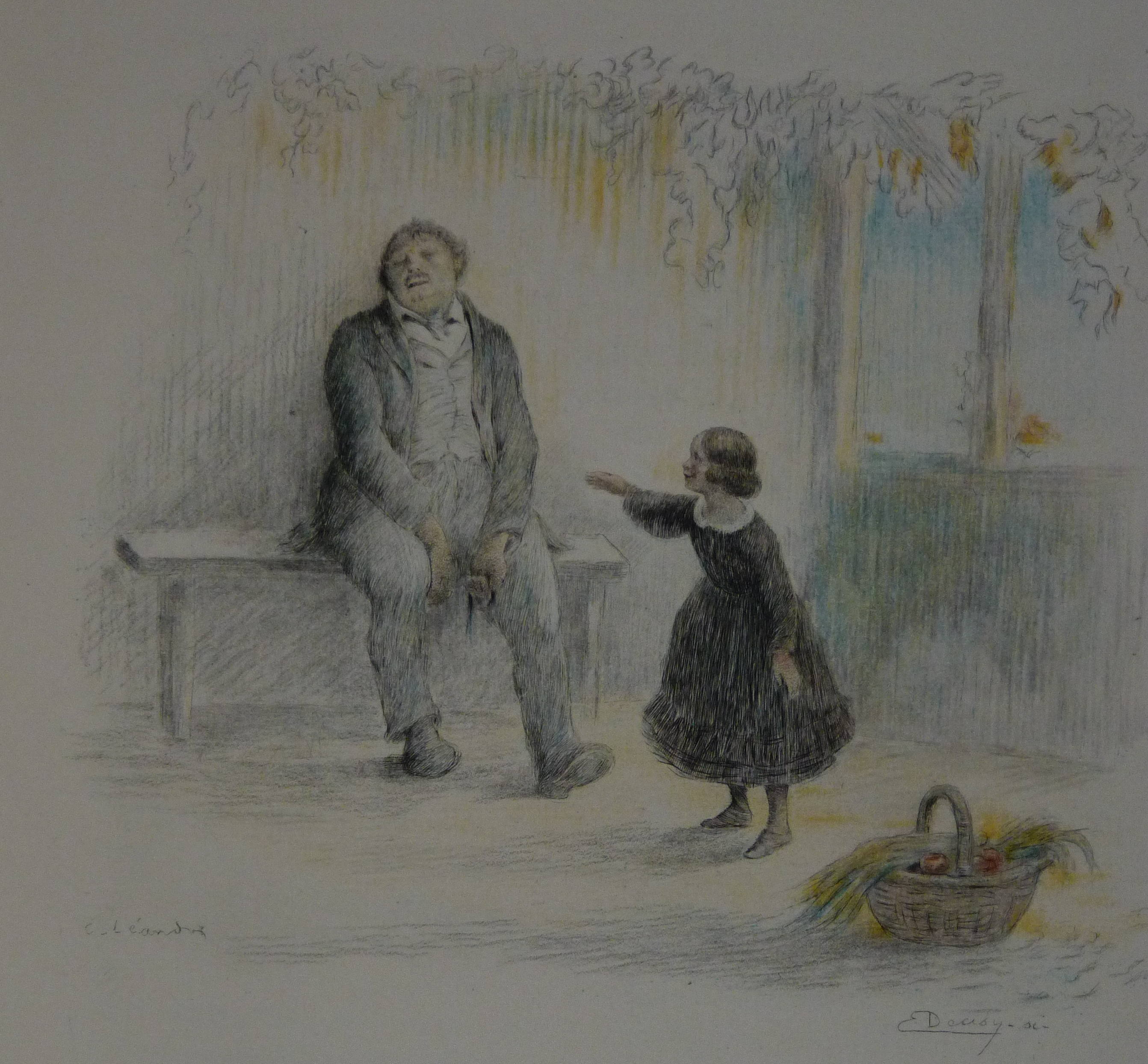
La mort de Charles Bovary par Charles Léandre, 1931.

Bien qu'il soit décrit comme un personnage terne et effacé dans l'ensemble du roman, Charles éprouve un amour inconditionnel envers Emma : il lui offre une voiture, s'inquiète de sa santé, l'emmène à l'opéra, lui paie des leçons de musique. La naissance de leur fille Berthe le comble de joie et c'est surtout lui qui s'occupe de la fillette. Malheureusement, Emma va négliger sa fille et son mari pour s'immerger dans l'adultère avec ses deux amants et ruiner le ménage par ses coûteux préparatifs de fuite. Après le suicide de sa femme, Charles est effondré en découvrant dans un tiroir les lettres qui prouvent la liaison de celle-ci avec Léon : inconsolable de la perte d'Emma, il se laisse mourir de chagrin, acquérant enfin, trop tard, le statut de héros romantique,. Après être resté longtemps enfermé chez lui, négligeant ses patients et sa toilette, il sort avec dans sa main une mèche de cheveux de sa femme et trouve dans la mort une plénitude qu'il avait perdue depuis son enfance, : 

« Charles alla s'asseoir sur le banc, dans la tonnelle. Des jours paraissaient par la treille ; les feuilles de vignes dessinaient leurs ombres sur le sable ; le jasmin embaumait, le ciel était bleu, des cantharides bourdonnaient autour des lis en fleur, et Charles suffoquait, comme un adolescent, sous les vagues effluves qui gonflaient son cœur chagrin. »

La mort de Charles est une véritable mort sociale pour sa fillette : le bourgeois Homais interdit à ses enfants de la fréquenter « vu la différence de leurs conditions sociales ». Laissée sans ressources, recueillie par une parente, elle est réduite au travail en usine dans une manufacture de coton :

« Mademoiselle Bovary, après la mort de son père, fut envoyée chez sa grand-mère. La bonne femme mourut dans l'année ; ce fut une tante qui s'en chargea. Elle est pauvre et l'envoie pour gagner sa vie dans une filature de coton. »

## Autour du personnage

### Modèle
Selon une opinion répandue en Normandie, Flaubert se serait inspiré d'un officier de santé de Rouen nommé Eugène Delamare. Celui-ci, comme Charles Bovary dans le roman, avait reçu en cadeau une tête phrénologique. L'épouse de Delamare, notoirement infidèle, était morte jeune le 6 mars 1848 et son mari l'avait suivie dans la tombe quelques mois plus tard. En outre, Eugène Delamare avait été l'élève du chirurgien Achille Cléophas Flaubert, père du romancier. Gustave Flaubert a toujours nié toute ressemblance entre les figures de son roman et des personnages réels mais la légende s'est enracinée dans la culture locale et on montrait à Ry, résidence des Delamare, des poiriers « plantés par Bovary ». Au musée Bovary de Ry, à côté d'une galerie d'automates en costume d'époque, on peut voir des objets ayant appartenu à Delamare présentés comme ceux des Bovary : entre autres, une reconnaissance de dette que Delamare aurait contractée auprès de Gustave Flaubert.

### Nom
Le nom Bovary vient de « bovin, bœuf » qui reflète la placidité bovine de Charles, encore accentuée dans son sobriquet d'écolier, « Charbovari » qui évoque le bœuf charolais ; en même temps, ce surnom évoque le charivari, tapage farcesque qu'on célébrait pour se moquer des personnages ridicules ou des cocus.

### Postérité
Le personnage de Charles Bovary a été incarné par un acteur lors de la reconstitution de son mariage au festival Bovary en 2019.
Il est la figure centrale de quatre ouvrages parus entre 1991 et 2023 :
- Jean Amery, Charles Bovary médecin de campagne (essai), Actes Sud, 1991
- Laura Grimaldi, Monsieur Bovary (roman), éd. Anaya, Madrid, 1992
- Antoine Billot, Monsieur Bovary (roman), Gallimard, 2006[22]
- Isabelle Flaten, Un honnête homme (roman), éditions Anne Carrière, 2023.

Il apparait aussi au cinéma dans les adaptations du livre:
- 1934 : Madame Bovary de Jean Renoir, avec Valentine Tessier: joué par  Pierre Renoir
- 1937 : Madame Bovary de Gerhard Lamprecht, avec Pola Negri: joué par Aribert Wäscher
- 1949 : Madame Bovary de Vincente Minnelli, avec Jennifer Jones: joué par Van Heflin
- 1969 : Les Folles Nuits de la Bovary (Die Nackte Bovary) de Hans Schott-Schöbinger, avec Edwige Fenech: joué par Gerhard Riedmann (de)
- 1974 : Madame Bovary de Pierre Cardinal, avec Nicole Courcel: joué par Jean Bouise
- 1991 : Madame Bovary par Claude Chabrol, avec Isabelle Huppert: joué par Jean-François Balmer
- 2014 : Gemma Bovery d'Anne Fontaine, avec Gemma Arterton: joué par Jason Flemyng
- 2014 : Madame Bovary de Sophie Barthes, avec Mia Wasikowska: joué par Henry Lloyd-Hughes